# Spoorlijn Neurenberg - Fürth

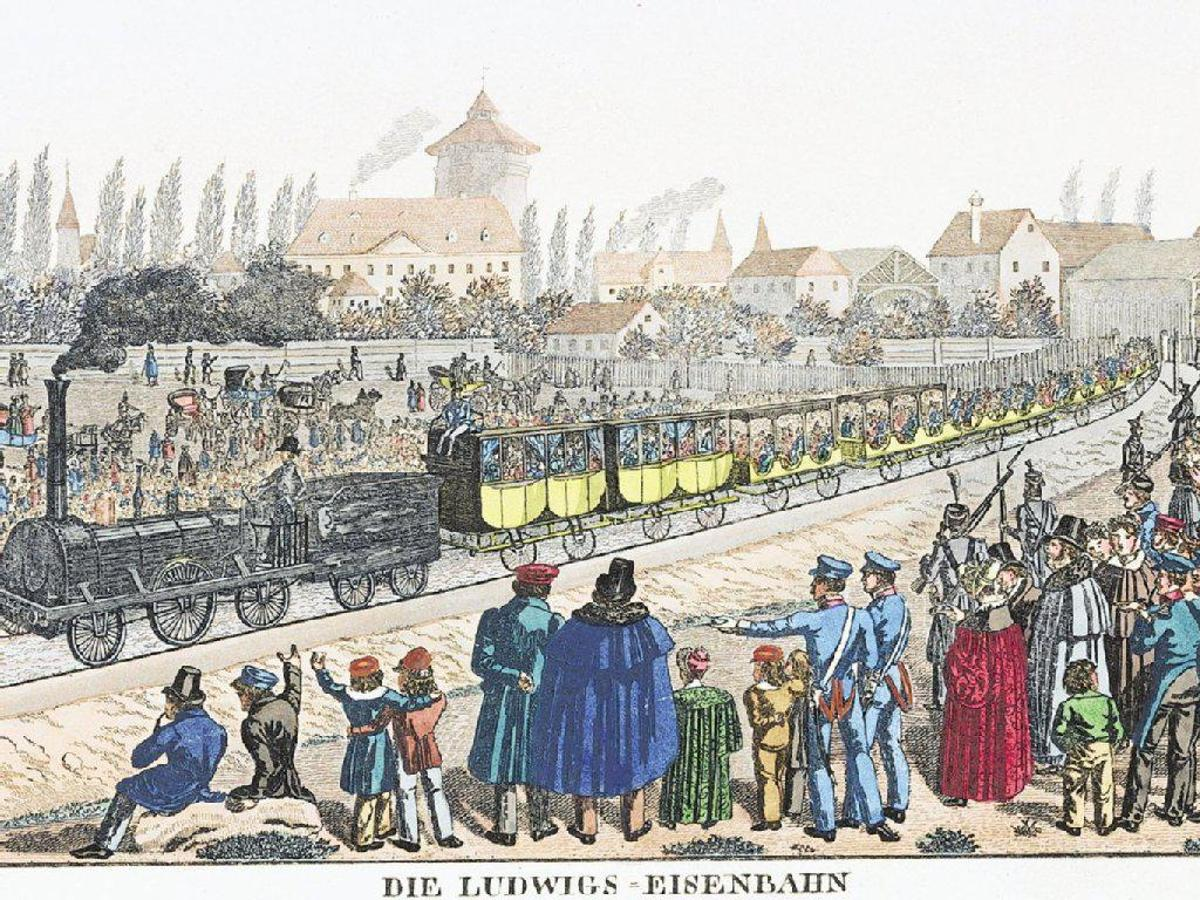
De opening in 1835

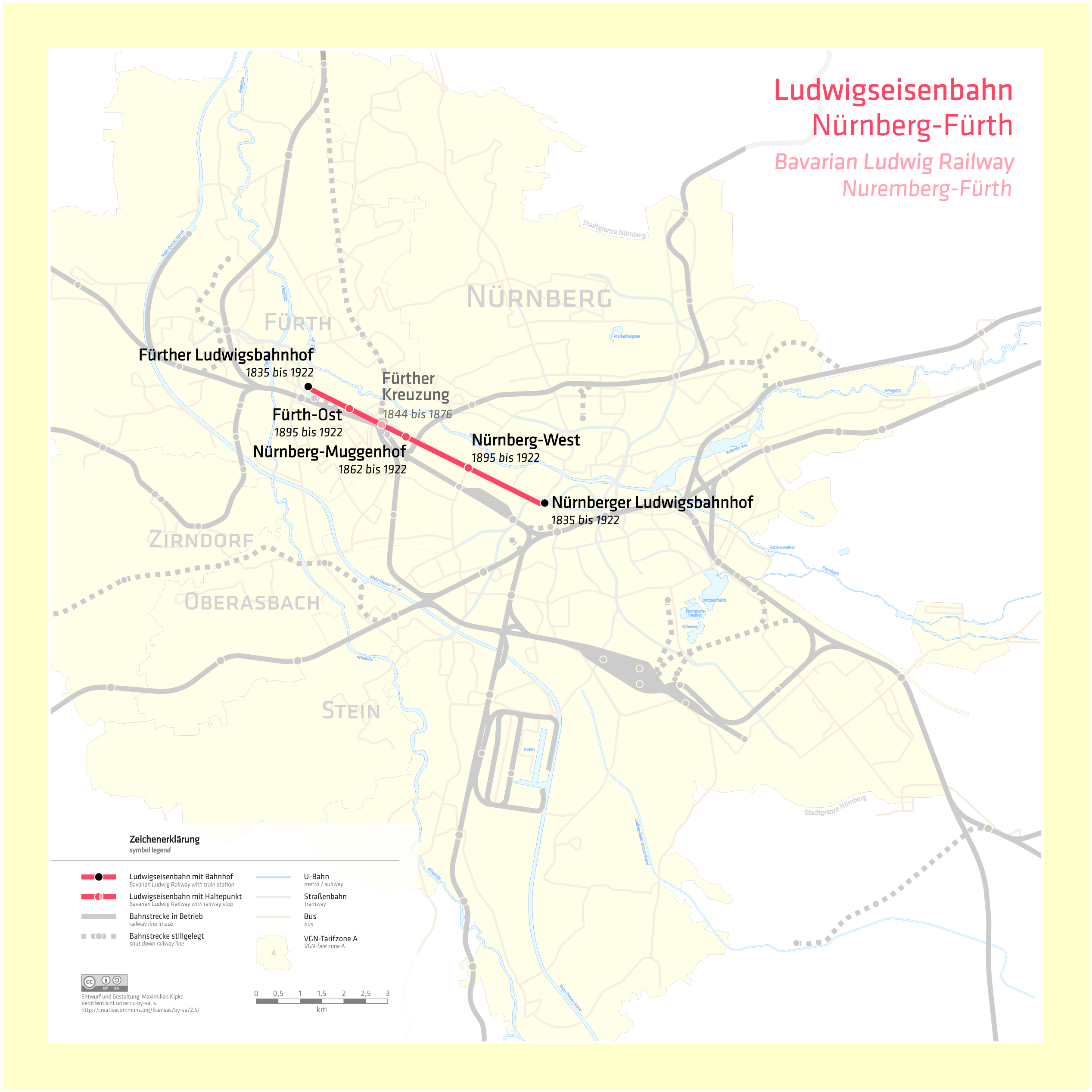
Het traject van de spoorlijn

De Spoorlijn Neurenberg - Fürth of de Bayerische Ludwigseisenbahn was de spoorlijn waarop de eerste trein in Duitsland reed. De lijn werd geopend op 7 december 1835 in het toenmalige koninkrijk Beieren en overspande een afstand van 6 kilometer tussen Neurenberg en Fürth. 

## Bouw
De Ludwigseisenbahn werd in acht maanden tijd gebouwd door ingenieur Paul Camille von Denis. Aanvankelijk was het plan opgevat om Robert Stephenson zelf als consulent aan te trekken, maar de hoge kosten hiervan zorgden voor zoveel controverse dat werd afgezien van dit plan. Daarom werd gekozen voor Denis, een Duitse ingenieur die net was teruggekeerd uit de Verenigde Staten. Er werd geopteerd voor het Engelse systeem voor rails, spoorwijdte, wielflens en voertuigen. Nog voor de officiële opening werd er proefgereden met de stoomlocomotief Adler.

## Exploitatie
De spoorlijn werd op 7 december 1835 officieel geopend met een rit van Neurenberg naar Fürth. De Engelsman William Wilson was de meester op deze rit en werd zo de eerste machinist in Duitsland. Tot 1860 reden er zowel door stoomlocomotieven als door paarden getrokken wagons op de spoorlijn en tot 1847 werden de meeste ritten uitgevoerd met wagons getrokken door paarden. De verdere ontwikkeling van het Duitse spoornetwerk ging aan deze lijn voorbij omdat deze lijn niet werd aangesloten op het spoornetwerk. Vanaf 1880 kreeg de lijn concurrentie van de tramlijn tussen Neurenberg en Fürth. In 1892 was de lijn nog steeds winstgevend, maar op 31 oktober 1922 werd de spoorlijn gesloten en later gebruikt voor een sneltramlijn.